# Le Voyage d'hiver
Pour les articles homonymes, voir Voyage d'hiver.
Le Voyage d'hiver est le dix-huitième roman de l'écrivain belge Amélie Nothomb, paru en 2009 chez Albin Michel.
Un amoureux dépité se propose de détourner un avion pour le faire percuter la tour Eiffel.

## Résumé
Zoïle tombe amoureux de la jolie Astrolabe. Or celle-ci habite depuis cinq ans chez la romancière profondément autiste Aliénor Malèze, dont elle s'est faite l'agent et la protectrice (elle était auparavant vilement exploitée par son éditeur), et qu'elle ne veut en aucun cas laisser tomber. Elle explique donc à Zoïle que cet amour, bien que partagé, sera impossible, mais lorsque celui-ci insiste et lui dit qu'il est prêt à respecter cette contrainte, Astrolabe lui répond : « Nous nous verrons donc dans l'appartement d'Aliénor, en présence de celle-ci. » (p. 75) Zoïle accepte parce qu'il n'a pas le choix, et développe rapidement une aversion pour Aliénor, une demeurée dont les paroles sont à peine intelligibles, et dont l'existence, conjuguée à l'engagement d'Astrolabe, fait qu'il ne peut avoir aucune intimité avec cette dernière. 
Dans une tentative de créer cette intimité qui pourrait déboucher sur une relation sexuelle, Zoïle fait consommer des champignons hallucinogènes (psilocybes) aux deux femmes. Cependant, lorsqu'il réussit à enfin déshabiller son amoureuse en plein trip, il constate que celle-ci est en pierre (« elle me demande si c'est ça être stone, j'imagine que oui, il est terrible d'apprendre en de telles circonstances la réalité d'une expression » (p. 105)). Son plan foire par le fait même, ce dont se moque gentiment Astrolabe, mais cette indifférence blesse Zoïle profondément. C'est par dépit qu'il formera le projet de commettre un acte terroriste, un acte visant à « détruire de la beauté » (p. 111), et qui consistera à détourner un avion pour le faire foncer sur la tour Eiffel, elle-même symbole de l'amour de Gustave Eiffel pour une nommée Amélie. 

## Explication de texte

### Sources
- Le titre fait référence au Voyage d'hiver de Franz Schubert : dans le roman, Zoïle compte penser à ce cycle de lied pour trouver la force de passer à l'acte. « J'ai réfléchi : puisque je ne sais si je suis capable d'un acte pareil, l'unique solution pour moi est de ne pas y penser. La moindre préparation psychologique anéantirait mes forces. [...] Il importera de ne penser à rien. À cette fin, j'ai prévu d'avoir en tête, à ce moment-là, Le Voyage d'hiver de Schubert, parce qu'il n'y a aucun rapport entre cet acte et cette musique. » (p. 130)
- Le nom du personnage de Zoïle vient de Zoïle, orateur grec, critique de l'œuvre d'Homère[1]. « Quand j'étais dans le ventre de ma mère, mes parents, persuadés que j'étais une fille, m'avaient baptisé Zoé. [...] Je naquis avec un démenti entre les jambes. […] Mais ils tenaient tellement au prénom de Zoé qu'ils cherchèrent à tout prix un équivalent masculin : dans une encyclopédie vétuste, ils trouvèrent Zoïle et me l'attribuèrent sans même s'intéresser à la signification de ce qui me condamnerait à être un hapax. » (p. 14)
- Celui d'Astrolabe vient d'Astrolabe, fils d'Héloïse et Abélard, qui mourut castré[2] ; Nothomb en fait au passage un prénom épicène. « Ma mère s'appelait Héloïse, reprit-elle, et mon père Pierre, prénom d'Abélard. Jusqu'ici pas de quoi fouetter un chat. Peu après ma conception, mon père est devenu un fanatique de Fidel Castro et a abandonné ma mère pour aller vivre à Cuba. Maman a feint de penser que castriste et castré avaient la même racine. Par vengeance, elle m'a appelée Astrolabe, afin que afin que mon père connaisse son opinion s'il revenait. » (p. 51-52)
- De nombreux parallèles sont à constater avec un roman paru en 1999 sous le titre Le Voyageur en hiver par Marie-Hélène Debien[réf. nécessaire].

### Commentaire
Comme souvent chez Amélie Nothomb, on peut voir plusieurs niveaux de lecture : celui d'une simple histoire d'amour ou bien ici une intéressante mise en dérision de la vie de l'écrivaine. Zoïle représentant la partie raisonnable, humaine de l'auteur, Aliénor sa dévorante passion pour l'écriture et Astrolabe cette facette extérieure piégée entre la raison d'être et la vie raisonnable.
Plus que Ni d'Ève, ni d'Adam, c'est un ouvrage très intime qu'Amélie Nothomb livre ici. Une partie du roman traite avec dérision du métier d'écrivain avec probablement plus de vécu qu'il n'y paraît, bien que la vie de cet écrivain ne se résume pas à cela.
L'auteur a expliqué qu'une grande part du livre était sinon autobiographique, largement inspirée de faits réels,,.

## Extraits
- « J'ignore ce qu'est la réussite d'une histoire d'amour, mais je sais ceci : Il n’y a pas d’échec amoureux. C’est une contradiction dans les termes. Éprouver l’amour est déjà un tel triomphe que l’on pourrait se demander pourquoi l’on veut davantage. » (p. 56)
- « Aliénor semblait particulièrement heureuse, qui m'embrassait avec effusion : je subis les baisers du bec-de-lièvre, espérant ceux d'Astrolabe pour m'en laver. Celle-ci se montra plus modérée. » (p. 119)
- « Faire le mal est à la portée du premier venu : il suffit de dire merci à ceux qui vous y aident.
« Bastien – le nom du type en question – ne me laissa pas partir sans me fixer divers rendez-vous pour m'exercer seul sur le simulateur [...].
 « [...] Bien sûr, ces gens ne savaient pas qu'ils aidaient un criminel. S'ils l'avaient su, se seraient-ils comportés autrement?
« Bastien avait raison : mes notes n'auraient été d'une piètre qualité sans la pratique. C'est le simulateur de vol qui m'a le plus appris. Moi qui n'avais jamais accroché aux jeux vidéo, là, j'étais scotché.
« Ces séances n'ont évidemment pas fait de moi un pilote de ligne. Mais pour ma mission, à tort ou à raison, j'ai désormais l'impression d'être à la hauteur. » (pp. 122-123)